# Gilad Erdan
Gilad Erdan (Hebreeuws: גִּלְעָד מְנַשֶּׁה אֶרְדָן) (Ashkelon, 30 september 1970) is een Israëlische politicus van de Likoed. Hij is sinds augustus 2020 de ambassadeur van Israël bij de Verenigde Naties en sinds januari 2021 ook tegelijkertijd de ambassadeur van Israël in de Verenigde Staten. Van mei 2015 tot 17 maart 2020 was hij zowel minister van Binnenlandse Veiligheid, Openbare Informatievoorziening als van Strategische Zaken in het kabinet-Netanyahu IV en daarna drie maanden en een paar weken minister van Regionale Samenwerking in kabinet-Netanyahu V.
Erdan was sinds 2003 in de Knesset vertegenwoordigd. Hij was minister van Milieubescherming in het kabinet-Netanyahu II (2009-2013) en minister van Communicatie en Thuisfrontverdediging in het kabinet-Netanyahu III (2013-2014). Van 5 november 2014 tot 14 mei 2015 was hij minister van Binnenlandse Zaken in laatstgenoemde kabinet, als vervanging voor de teruggetreden Gideon Sa'ar, een partijgenoot. Omdat hij zich niet kon vinden in de aangeboden ministeriële portefeuille in het kabinet-Netanyahu IV, deed hij aanvankelijk hier niet aan mee. Dit veranderde zo'n anderhalve week later toen hij op 24 mei 2015 de ministersposten van Binnenlandse Veiligheid, Openbare Informatievoorziening en Strategische Zaken kreeg toebedeeld en waaraan de Knesset de dag daarop goedkeuring verleende. Om dit mogelijk te maken, was minister zonder portefeuille Benny Begin uit het kabinet getreden en hadden ministers Yariv Levin en Ze'ev Elkin een deel van hun portefeuille afgestaan. Hij hield die portefeuilles tot 17 maart 2020.
Op 17 maart werd hij Minister van Regionale Samenwerking in kabinet-Netanyahu V. Dat bleef hij tot 5 juli 2020.
In mei kondigde Benjamin Netanyahu aan dat Gilad Erdan de ambassadeur van Israël bij de Verenigde Naties zou worden en na de Amerikaanse presidentsverkiezingen van dat jaar tevens ambassadeur van Israël in de Verenigde Staten. Hij zou de eerste Israëlische diplomaat na Abba Eban worden die beide functies combineerde.
Erdan studeerde rechten aan de Bar-Ilanuniversiteit. Hij was enige tijd werkzaam als advocaat en was adviseur van Benjamin Netanyahu en Ariel Sharon.
Begin februari 2019 was hij een van de ondertekenaars van een petitie door de Nahala-beweging aan het adres van de (volgende) Israëlische regering, waarin gevraagd wordt héél de door Israël bezette Westelijke Jordaanoever te koloniseren met twee miljoen joden. Daartoe moet het Twee-statenmodel worden losgelaten en de geldende bouwstop buiten de "officiële settlement-blocs" (die de VN als illegaal beschouwd). Het gaat om een plan van Jitschak Sjamier uit de jaren '90 van de vorige eeuw. De Nahala-petitie heeft het over:Het land Israël: één land voor één volk
Erdan deed in september 2021 een beroep op 35 Amerikaanse staten die anti-BDS-wetgeving hebben aangenomen om - bij ongewijzigd beleid - B&J/Unilever te sanctioneren (desinvesteren). Unilever -dochter Ben & Jerry's (overigens gesticht door twee joodse schoolvrienden Ben Cohen en Jerry Greenfield) had in juli besloten eind 2022 te stoppen met de verkoop van haar ijs in de volgens internationaal recht illegale nederzettingen die door Israël op de Westelijke Jordaanoever gebouwd zijn. Het bedrijf was tot het besef gekomen dat deze verkoop niet met haar waarden overeenkwam.
In een interview lieten Cohen en Greenfield weten helemaal achter een joodse staat Israël te staan, maar niet achter de sinds 1967 voortdurende bezetting van Palestijns gebied. Daarom steunen zij de boycot-beslissing van het door hen gestichte bedrijf, die geen boycot van Israël zelf inhoudt. Zij noemen de beschuldiging van antisemitisme "absurd". Gilad Erdan reageerde op dit interview met te zeggen dat "Ben en Jerry antisemieten helpen" en "er geen probleem mee hebben dat hun ijs wordt verkocht aan aanhangers van terrorisme en toch boycotten ze Israël."